# Hallucinations collectives
Pour les articles homonymes, voir Hallucination.
Le festival Hallucinations collectives, dont la première édition date de 2008, est un festival de cinéma français créé par l'association lyonnaise ZoneBis. Il se déroule chaque année lors de la semaine du week-end de Pâques au Comœdia à Lyon.

## Historique
Le festival Hallucinations collectives, d'abord appelé L'Étrange Festival Lyon, est créé par ZoneBis en 2008 à Lyon. Il prend son nom actuel en 2011,. On le nomme aussi le festival de l’Autre cinéma.
Le but du festival est de présenter au public des films « étranges » de toute nationalité, généralement peu connus du grand public et relevant le plus souvent du cinéma de genre.

## Prix
Depuis la 9e édition en 2016, deux prix sont décernés pour les longs métrages ainsi que pour les courts métrages, celui du public et celui d'un jury.

## Éditions

### Première édition
La première édition du festival a eu lieu du 26 au 30 mars 2008 au cinéma Comœdia de Lyon,,.

### Seconde édition
La seconde édition du festival a eu lieu du 1er au 7 avril 2009, le festival durant maintenant une semaine,,.

### Troisième édition
La troisième édition du festival a eu lieu du 31 mars au 6 avril 2010,,.

### Quatrième édition
La quatrième édition du festival a eu lieu du 20 au 26 avril 2011 sous son nouveau nom Hallucinations collectives,,,,,.

### Cinquième édition
La cinquième édition a eu lieu du 4 au 9 avril 2012,,.

### Sixième édition
La sixième édition a eu lieu du 27 mars au 1er avril 2013,,,.

### Septième édition
La septième édition a eu lieu du 16 au 21 avril 2014.
La nouveauté de cette année est le remplacement du Jury par le public pour décerner le grand prix du Festival pour la compétition internationale.

### Huitième édition
La huitième édition a eu lieu du 31 mars au 6 avril 2015.

### Neuvième édition
La neuvième édition a eu lieu du 22 au 28 mars 2016.

### Dixième édition
La dixième édition a eu lieu du 11 au 17 avril 2017.

### Onzième édition
La onzième édition a eu lieu du 27 mars au 2 avril 2018.

### Douzième édition
La douzième édition a eu lieu du 16 au 22 avril 2019.

### Treizième édition
La treizième édition a eu lieu du 1er au 7 septembre 2020.

### Quatorzième édition
La quatorzième édition a eu lieu du 31 août au 6 septembre 2021.

### Quinzième édition
La quinzième édition a eu lieu du 12 au 18 avril 2022, retrouvant ses dates habituelles : la semaine de Pâques.

### Seizième édition
La seizième édition a eu lieu du 4 au 10 avril 2023.

### Dix-septième édition
La dix-septième édition a eu lieu du 26 mars au 1er avril 2024,.

### Dix-huitième édition
La dix-huitième édition est programmée du 15 au 21 avril 2025.

## Palmarès
| Edition | Année | Format | Prix           | Titre                                        | Réalisateur                                 |
| ------- | ----- | ------ | -------------- | -------------------------------------------- | ------------------------------------------- |
| 1re     | 2008  | Court  | Public         | Berni's Doll                                 | Yann Jouette                                |
| 2e      | 2009  | Court  | Court          | Next Floor                                   | Denis Villeneuve                            |
| 3e      | 2010  |        |                |                                              |                                             |
| 4e      | 2011  | Long   | Jury           | Balada triste de trompeta                    | Álex de la Iglesia                          |
| 4e      | 2011  | Court  | Jury           | The external world                           | David O'Reilly                              |
| 5e      | 2012  | Long   | Jury           | Kill List                                    | Ben Wheatley                                |
| 5e      | 2012  | Court  | Jury           | A Function                                   | Hyunsoo Lee                                 |
| 6e      | 2013  | Long   | Jury           | Berberian Sound Studio                       | Peter Strickland                            |
| 6e      | 2013  | Court  | Jury           | Lonely Bones                                 | Rosto                                       |
| 7e      | 2014  | Long   | Public         | The Double                                   | Richard Ayoade                              |
| 7e      | 2014  | Court  | Public         | Middle                                       | Soichi Umezawa                              |
| 8e      | 2015  | Long   | Public         | Goodnight Mommy                              | Veronika Franz et Severin Fiala             |
| 8e      | 2015  | Long   | Petit Bulletin | Spring                                       | Justin Benson et Aaron Moorhead             |
| 8e      | 2015  | Court  | Court          | The Boy with a Camera for a Face             | Spencer Brown                               |
| 9e      | 2016  | Long   | Public         | Men and Chicken                              | Anders Thomas Jensen                        |
| 9e      | 2016  | Long   | Jury presse    | Green Room                                   | Jeremy Saulnier                             |
| 9e      | 2016  | Court  | Public         | The Pride of Strathmoor                      | Einar Baldvin                               |
| 9e      | 2016  | Court  | Jury lycéen    | Manoman                                      | Simon Cartwright                            |
| 10e     | 2017  | Long   | Public         | Message from the King                        | Fabrice Du Welz                             |
| 10e     | 2017  | Long   | Jury presse    | The Jane Doe Identity                        | André Øvredal                               |
| 10e     | 2017  | Court  | Public         | The Disappearance of Willie Bingham          | Matthew Richards                            |
| 10e     | 2017  | Court  | Jury lycéen    | The Absence of Eddy Table                    | Rune Spaans                                 |
| 11e     | 2018  | Long   | Public         | Mutafukaz                                    | Shōjirō Nishimi et Guillaume « Run » Renard |
| 11e     | 2018  | Long   | Jury presse    | Jersey Affair                                | Michael Pearce                              |
| 11e     | 2018  | Court  | Public         | The Burden                                   | Niki Lindroth von Bahr                      |
| 11e     | 2018  | Court  | Jury lycéen    | Et le diable rit avec moi                    | Rémy Barbe                                  |
| 12e     | 2019  | Long   | Public         | 1987: When the Day Comes                     | Jang Joon-hwan                              |
| 12e     | 2019  | Long   | Jury lyonnais  | In Fabric                                    | Peter Strickland                            |
| 12e     | 2019  | Court  | Public         | Nursery Rhymes                               | Thomas Noakes                               |
| 12e     | 2019  | Court  | Jury jeunes    | Nursery Rhymes                               | Thomas Noakes                               |
| 13e     | 2020  | Long   | Jury lyonnais  | The Nightingale                              | Jennifer Kent                               |
| 13e     | 2020  | Court  | Jury lycéen    | The Cunning Man                              | Zoë Dobson                                  |
| 14e     | 2021  | Court  | Public         | Little Miss Fate                             | Joder von Rotz                              |
| 15e     | 2022  | Long   | Public         | RRR                                          | S. S. Rajamouli                             |
| 15e     | 2022  | Long   | Jury lyonnais  | Mad God                                      | Phil Tippett                                |
| 15e     | 2022  | Court  | Public         | Un cœur d'or                                 | Simon Filliot                               |
| 15e     | 2022  | Court  | Jury lycéen    | In the Soil                                  | Casper Rudolf Emil Kjeldsen                 |
| 16e     | 2023  | Long   | Public         | Limbo                                        | Soi Cheang                                  |
| 16e     | 2023  | Long   | Jury lycéen    | Limbo                                        | Soi Cheang                                  |
| 16e     | 2023  | Court  | Public         | Dog Apartment (Koerkorter)                   | Priit Tender                                |
| 16e     | 2023  | Court  | Jury lycéen    | Dog Apartment (Koerkorter)                   | Priit Tender                                |
| 17e     | 2024  | Long   | Public         | Late Night with the Devil                    | Cameron Cairnes et Colin Cairnes            |
| 17e     | 2024  | Long   | Jury lycéen    | Pendant ce temps sur Terre                   | Jérémy Clapin                               |
| 17e     | 2024  | Court  | Public         | UWD (Until We Die)                           | Brigitte Poupart et Myriam Verreault        |
| 17e     | 2024  | Court  | Jury lycéen    | La Déchéance de l'homme taureau              | Nicolas Jacquet                             |
| 18e     | 2025  | Long   | Public         | U Are the Universe                           | Pavlo Ostrikov                              |
| 18e     | 2025  | Long   | Jury lycéen    | U Are the Universe                           | Pavlo Ostrikov                              |
| 18e     | 2025  | Court  | Public         | The meaningless Daydreams of Augie & Celeste | Pernell Marsden                             |
| 18e     | 2025  | Court  | Jury lycéen    | The meaningless Daydreams of Augie & Celeste | Pernell Marsden                             |

## Mutoscope
L'équipe du festival Hallucinations collectives organise un festival de courts métrages, Mutoscope, dont la première édition a lieu en novembre 2021 et se déroule aussi au Comœdia,.